# Божиново (Нижньосілезьке воєводство)
Божиново (пол. Borzynowo) — село в Польщі, у гміні Мілич Мілицького повіту Нижньосілезького воєводства.
Населення — 130 осіб (2011).
У 1975-1998 роках село належало до Вроцлавського воєводства.

## Демографія
Демографічна структура станом на 31 березня 2011 року:
|          | Загалом | Допрацездатний вік | Працездатний вік | Постпрацездатний вік |
| -------- | ------- | ------------------ | ---------------- | -------------------- |
| Чоловіки | 62      | 12                 | 44               | 6                    |
| Жінки    | 68      | 23                 | 32               | 13                   |
| Разом    | 130     | 35                 | 76               | 19                   |